# نهائي كأس رابطة الأندية الإنجليزية المحترفة 1989
نهائي كأس رابطة الأندية الإنجليزية المحترفة 1989 هي المباراة النهائية من منافسة كأس رابطة الأندية الإنجليزية المحترفة 1988–89، أقيمت المباراة في 9 أبريل 1989، في ملعب ويمبلي، بين فريقي نوتينغهام فورست، ونادي لوتون تاون، وفاز فيها نوتينغهام فورست، بعد أن هزم نادي لوتون تاون، بنتيجة 3 - 1، وكان حكم المباراة Roger Milford ‏، وحضر المباراة 76130 شخصاً.

## تفاصيل المباراة
لعبت المباراة النهائية في 9 أبريل 1989.
| نوتينغهام فورست | 3 -1 | نادي لوتون تاون |
| --------------- | ---- | --------------- |
|                 |      |                 |